# Коваль Лариса Анатоліївна
Коваль Лариса Анатоліївна (нар.20 червня 1945) — українська поетеса.

## Життєпис
Коваль Лариса Анатоліївна народилася 20 червня 1945 р. в м. Омськ РФ.
Закінчила в м.Запоріжжя СШ № 15, потім вечірнє відділення факультету електронної техніки Запорізького машинобудівного інституту (1971).
Працювала на електровозоремонтному заводі робітницею, інженером на виробничому об'єднанні «Гама».
Викладала у Запорізькому коледжі радіоелектроніки.
Від 1999 — у Запорізькому Національному технічному університеті  нині Національний університет «Запорізька політехніка» на кафедрі конструювання і виробництва електронних апаратів.
Голова обласного літературного об'єднання ім. Гайдабури. Член Спілки письменників України, лауреат літературних премій імені М. Нагнибіди і міжнародної  літературно-мистецької премії імені Пантелеймона Куліша.

## Публікації
Автор збірок:
- Повернення до себе. Вид. Запорізької організації Спілки письменників України «Хортиця», 1996;
- Від болю до весни. Вид. Запорізької організації Спілки письменників України «Хортиця», 1997;
- Сполох осінніх айстр. Вид. відкритого акціонерного товариства «Мотор Січ», 1998;
- Озори мою душу, надіє! Вид. відкритого акціонерного товариства «Мотор Січ», 2000;
- Шляхами Піднебесної. Вид. ВАТ «Мотор Січ», 2001;
- Світлини долі. Вид. ВАТ «Мотор Січ», 2003;
- Вибране. Запоріжжя, Дніпровський металург, 2005. (усі — Запоріжжя), багатьох публікацій у місцевіх та республіканських періодичних виданнях.
- На прощальний танок запросив листопад, Запоріжжя, Дике поле 2018.

## Відгуки
| | НА ВСЕ ЖИТТЯ НАМ ВИСТАЧИТЬ ЛЮБОВІ Є поети, які вриваються в літературу як грім, як блискавка. Їх визнають з першої ж публікації, запам'ятовують, слідкують, а потім, звичайно ж, цитують, вивчають у школах, вузах. Є й інший шлях — поступове, сходинка за сходинкою, постійне творче зростання. До цієї когорти належить запорізька поетеса Лариса Коваль. Про неї можна сказати, що її поезія народжена незалежністю України. Росіянка за вихованням, вона глибоко сприйняла ідею незалежності — душею і серцем. Ні! Не в її характері мітингувати, чи бігати з прапорами. Лариса — людина справи. Вона першою в радіоелектронному коледжі розпочала читати свій складнющий технічний предмет (навіть назви запам'ятати не можу) українською мовою. Вона першою довела, що технічна термінологія українською мовою звучить не гірше, ніж будь-якою іншою. Мені пощастило редагувати усі три книги Лариси Коваль — «Повернення до себе», «Від болю — до весни» і «Сполох осінніх айстр» (відчуваєте, яка гарна композиція із одних назв). Скажу чесно: першу редагував з побоюванням. Попри явної ознаки творчих здібностей, бачив і пробачав авторці деяку стилістичну невправність, писання "через кому’, зумисне ускладнення викладу думки., але її помітили старші письменники, бо амплітуда поетичного мислення — досить неординарна. Другою збіркою поетеса ствердила, що в літературу вона прийшла не випадково. Загальні збори запорізьких письменників підтвердили це — її рекомендували для прийому до лав Спілки письменників України. Поетичне світобачення Лариси Коваль оригінальне і неповторне. Від Дніпра до Карпатських гір простягається її поетична мережка. І скрізь — любов до свого рідного, земного, українського. Поетеса не цурається сільських і урбаністичних мотивів, володіє технікою білого вірша і, можливо, інколи в данину моді пише без розділових знаків, забезпечуючи при цьому прозорість думки. Але головне в іншому: у даній збірці в Лариси Коваль уже чітко прорізався власний голос, власний стиль, що і є основною ознакою справжньої поезії. Стверджую це з абсолютною відповідальністю за свої слова. Попереду в Лариси — освоєння нових поетичних пластів. І хочеться нагадати авторці основну заповідь літератури: чим далі, тим краще! Щиро зичу їй цього, і зумисне не наводжу цитат з її поезій, а просто запрошую читача в дивосвіт Лариси Коваль. |
| — Анатолій Рекубрацький, член Спілки письменників України, лауреат літературних премій імені М. Нагнибіди та «Весела Січ» | |